# 渡辺美佳
渡辺 美佳（わたなべ みか、1978年8月31日 - ）は、広島ホームテレビのアナウンサー。静岡県焼津市出身。

## 人物
- 成城大学を卒業後、2001年4月に広島ホームテレビへ入社。
- 『HOME Jステーション』などの番組を担当。
- 2008年に結婚し、2009年5月末出産。このため、2003年の番組開始当初から出演し続けてきた「HOME Jステーション」は2009年3月末で降板し、出産・育児休暇に入った。同時にそれまで務めていた広島地区の地上デジタル放送推進大使を小嶋沙耶香に引き継いだ。
- 育休中に『食育インストラクター』と『薬膳マイスター』を取得[4]。

## 現在の出演番組
- HOME NEWS
- ぽるぽるダンス

## 過去の出演番組
- HOME Jステーション（2003年4月 - 2009年3月 毎週月～木曜16:50～18:56、金曜16:50～18:55）MC
  - HOME Jステーション　地球派宣言リポーター（2016年 - 2018年3月 月曜） リポーター
- ぐるりん瀬戸内
- ぽるぽるチャンネル
- ココ!ブランニュー（2016年4月 - 2018年3月31日 毎週土曜午前10時30分～11時15分）MC
- 地球派宣言特別番組 オーストラリアからやって来たバオバブ （2018年3月3日）生中継ナビゲーター
- ぽるぽるダンス
- 2018年 広島県公立高校入試 解答速報[5]（2018年3月6日・7日）司会
- 2019年 広島県公立高校入試 解答速報（2019年3月6日・7日）司会
- 2020年 広島県公立高校入試 解答速報（2020年3月5日・6日）司会
- 地球派宣言特別番組 広島の水の中、もぐってみました 瀬戸内海って本当にキレイなの？（2020年2月20日）MC
- 2021年 広島県公立高校入試 解答速報（2021年3月8日・9日）司会
- 参議院再選挙 開票速報（2021年4月25日）
- 地球派宣言特別番組 広島の水の中、もぐってみました 魚に会いに行こう（2022年1月22日）MC
- ドキュメント広島「紙芝居でつなぐ赤レンガの記憶」（2022年12月29日）取材・ディレクター・ナレーション
- みみよりライブ5up![6]（2018年4月 - 2020年3月 水・木・金曜MC / 2020年4月 - ）木・金曜MC
- おはよう5up!